# Du plus loin de l'oubli
Du plus loin de l'oubli è un romanzo di Patrick Modiano pubblicato nel 1996 per le edizioni Gallimard.

## Trama
Il romanzo comincia con il nostro protagonista che ricorda i tempi passati ed in particolare il primo casuale incontro con i due fidanzati Jacqueline e Gérard Van Bever, un pomeriggio d'inverno in Place Saint Michel a Parigi, in cui loro gli chiedono informazioni riguardo ad un ufficio postale. Da questa occasione banale nasce un rapporto di conoscenza duraturo. I tre si daranno più volte appuntamento e il protagonista viene a poco a poco a conoscenza dell'obbiettivo dei due (ossia il viaggio a Maiorca) diventando loro "complice" nella ricerca necessaria del denaro per poter pagare il viaggio. Il narratore, pur non prendendo parte alle numerose spedizioni di Gérard nei casinò dei dintorni di Parigi, decide di escogitare con Jacqueline un furto ai danni di un altro loro conoscente: il Dottor Pierre Cartaud. Facendo così però i due tradiscono la fiducia di Gérard, abbandonandolo a Parigi, fuggendo in fretta e furia per non essere scoperti e portando con loro una valigia rubata, appartenente al chirurgo. Si percepisce chiaramente sin dall'inizio del romanzo che tra Jacqueline e il narratore nasce una particolare sintonia, la quale raggiunge il suo culmine durante la loro permanenza a Londra. Girovagando sempre alla ricerca di soldi per il loro comune obbiettivo, nella capitale inglese i due protagonisti, all'inizio un po' spaesati, fanno conoscenza con altre due persone: Peter Rachmann, un misterioso uomo d'affari di mezz'età, proprietario di molti appartamenti, ma di spirito molto giovanile, e Linda, la sua giovane ma un po' libertina compagna. Questi ultimi aiuteranno i nostri eroi a trovare un alloggio senza dover pagare nulla e allieteranno le loro giornate frequentando bar e lidi sulle sponde del Tamigi in compagnia anche di altri personaggi. Il racconto delle loro giornate londinesi alla ricerca di soldi tra una faccenda e l'altra oltre alla misteriosa scomparsa di Jacqueline giunge al termine e si nota un salto temporale di 15 anni. Il narratore riprende infatti la narrazione al presente archiviando i ricordi. In questa sua nuova fase della vita egli si ritroverà comunque sempre a girovagare per le vie di Parigi come ai vecchi tempi, con li pensiero sempre rivolto alla bella Jacqueline nutrendo la speranza di poterla ritrovare un giorno. 
Infine, qualche giorno dopo,  il narratore incontra per caso una donna molto somigliante alla sua compagna di gioventù e decide quindi di indagare per verificare la sua identità ed eventualmente riallacciare i rapporti con lei. In seguito a vari pedinamenti e ricerche di indirizzi e di recapiti telefonici, il protagonista riesce a scoprire il luogo dove abita la donna e una sera, approfittando della confusione di una festa privata, si intrufola in un appartamento alla ricerca della sua amica; inizialmente resta deluso, poiché intervistando alcuni ospiti della festa, nessuno sembrava conoscere Jacqueline, quando ad un tratto la vede arrivare al braccio di un altro uomo; ma i due si presentano come George e Thérese Caisley.
Nonostante il nome diverso da quello che aveva sempre saputo, il narratore non si lascia trarre in inganno e cerca quindi in qualsiasi modo di ritrovare con la donna la sintonia che li legava un tempo, non curandosi nemmeno della presenza del marito. Jacqueline, all'inizio un po' titubante, forse per la paura di essere "smascherata", accetta di riallacciare i rapporti con il suo amico di gioventù anche se scopriremo presto che sarà pronta a tradirlo per l'ennesima volta per inseguire il suo unico e vero sogno: il viaggio a Maiorca.

## Analisi dei personaggi
Il narratore è l'autore stesso del romanzo; è un personaggio abbastanza vago e indefinito, che vive in balia degli eventi, lasciandosi sempre trascinare da tutto ciò che gli accade intorno. Egli vive ogni singolo attimo di vita come un'unica esperienza, percorrendola passo dopo passo, cercando di comprendere il nesso che lo collega a tutti gli altri gruppi di personaggi e ai vari luoghi che vengono citati, al fine di comprendere la vera realtà della sua vita.
Jacqueline è una delle due protagoniste femminili del romanzo, certamente la più importante, la quale accompagna il protagonista nelle sue avventure sia a Parigi che a Londra. Accanita fumatrice, fa uso di etereper cercare di avere un po' di sollievo dalla tosse che la attanaglia. Anche lei come il narratore è un personaggio molto vago e misterioso, ma a differenza di tutti gli altri personaggi è l'unica ad avere una certezza, un obiettivo fisso in testa, ossia il raggiungimento di Maiorca. È una donna molto sfuggente, legata inizialmente ad un uomo, Gérard Van Bever con il quale condivide lo stesso obbiettivo. Lo abbandonerà poi per affrontare il viaggio a Londra con il protagonista, cercando sempre un modo per racimolare i soldi necessari per poter affrontare il viaggio verso l'isola delle Baleari.
Gérard Van Bever è il primo compagno di Jacqueline, un uomo piccolino dai gusti un po' antiquati, che tende ad apparire più vecchio di quello che è. Anche lui, come già detto è alla continua ricerca di denaro per poter affrontare il tanto desiderato viaggio assieme alla donna. Numerosi infatti sono i viaggi che compie nei vari Casinò intorno a Parigi. Molto legato a Jacqueline, è quasi geloso dell'incontro e della relazione creatasi tra il narratore e “la sua donna”. Imparerà comunque col passare del tempo a fidarsi del protagonista, nonostante poi vedrà tradita la sua fiducia dai due ventenni, i quali fuggiranno insieme abbandonandolo a Parigi.
Peter Rachmann è uno dei personaggi che il protagonista e Jacqueline incontrano durante la loro permanenza a Londra. È un uomo d'affari un po' più grande dei protagonisti, ossessionato dall'igiene e dall'odore di Synthol; si trova molto a suo agio tra i giovani ed è sempre felice di poterli aiutare e godere con loro di momenti felici. È l'uomo che procura al narratore e a Jacqueline un alloggio a Londra ed instaurerà anche con loro un rapporto di fiducia e amicizia reciproca.
Linda, l'altra protagonista femminile del romanzo, nonostante abbia un ruolo comunque abbastanza marginale nella storia è una donna un po' particolare. Fa uso di droghe ed è la giovane amante di Peter Rachmann; insieme a quest'ultimo aiuta i due protagonisti ad ambientarsi durante il periodo iniziale della loro permanenza a Londra. Anche Linda, come il narratore e Jacqueline è un personaggio molto vago e sempre avvolto in un alone di mistero.
Les Caisley: sono una coppia di marito e moglie che il protagonista incontrerà quindici anni dopo il suo viaggio a Londra; seppur la loro apparizione nel romanzo sia soltanto alla fine, hanno un ruolo molto particolare, soprattutto la moglie Thérese Caisley, moglie di George, la quale si rivelerà poi essere in realtà la solita sfuggente e ingannatrice Jacqueline.
Altri personaggi sono Pierre Cartaud, un chirurgo francese, amico dei protagonisti, che subirà poi un furto escogitato da Jacqueline e il narratore, poco prima della loro partenza per Londra. Infine troviamo anche Michael Savoundra, un giovane sceneggiatore inglese pieno di speranze che condivide con il narratore la passione per la scrittura.

## Costanti tematiche
L'incontro casuale, l'incontro con un personaggio femminile, la ricerca della sua identità, la sovrapposizione tra indagine sul personaggio e percorso indietro nel proprio passato

## Caratteristiche stilistiche e narrative dell'opera
Modiano,  in questo romanzo come in tutte le sue altre opere letterarie, ci racconta il suo vissuto. Infatti ci rende partecipi di una parte del suo percorso di vita, la quale avanza nel continuo tentativo di riuscire a definire e comprendere la propria identità, dato che a volte mentre si vivono le varie esperienze non si riesce sempre a comprendere la realtà delle cose. Nel racconto si possono notare numerosi "istanti di solitudine", ossia momenti di estraniazione e riflessione del protagonista, durante i quali egli si sofferma a cercare di comprendere la realtà delle cose che gli stanno accadendo intorno, quali circostanze hanno portato a quella situazione e quali potrebbero essere le conseguenze di quella determinata azione. Un'altra costante narrativa tipica di Modiano, la quale è l'elemento chiave che porta all'indagine del passato è la presenza di una figura femminile nelle sue opere. In "Du plus loin de l'oubli" infatti troviamo Jacqueline e in quest'opera come in tutte le altre, l'incontro con una donna innesca nell'autore - narratore - protagonista una profonda riflessione sul suo passato, sviluppandone come appena accennato un'inchiesta al riguardo. Proprio per questo motivo egli si pone molte domande durante i racconti delle sue vicissitudini giovanili a Parigi e a Londra. Questi quesiti riguardano la sua esistenza e quella di coloro che lo circondano, si domanda quale sia il suo vero ruolo in un preciso momento (riflettendo anche sul ruolo degli altri personaggi e dell'influenza che hanno su di lui) e quale sia il motivo che spinge lui e gli altri ad agire in un determinato modo. Quindi, come Proust, Modiano ponendosi questi interrogativi ricostruisce se stesso e la sua esistenza attraverso la ricerca e il ricordo, tentando di individuare le motivazioni che lo portano a legarsi con determinati gruppi di persone e di come questi personaggi influiscono sulla sua vita. Altra costante narrativa classica dei romanzi di Modiano è la tipica indeterminatezza dei personaggi: infatti sia il protagonista che Jacqueline e gli altri, non sono mai descritti in maniera precisa e definita ma al contrario sono avvolti da un alone di mistero che li caratterizza per tutta l'opera. In questo caso particolare, l'idea di misteriosità che circonda i personaggi viene enfatizzata dalla persistenza di un odore particolare: l'etere infatti avvolge come una nuvola per gran parte dell'opera la figura di Jacqueline, Linda si contraddistingue per il particolare profumo della canapa indiana mentre Rachmann può essere ricordato per l'odore di Synthol, un olio dal profumo molto intenso e dai mille benefici. Infine ciò che ci stupisce ancor di più di Modiano, è la conoscenza perfetta che lui ha della capitale francese. Il lettore viene completamente affascinato dalle sue precise e minuziose descrizioni delle strade e di edifici particolari di Parigi, quasi come se volesse renderci partecipi delle sue avventure e dei suoi percorsi nel modo più realistico possibile.